# بخش دیبروگره
بخش دیبروگره (به انگلیسی: Dibrugarh district) یک منطقهٔ مسکونی در هند است که در Upper Assam واقع شده‌است. بخش دیبروگره ۳٬۳۸۱ کیلومتر مربع مساحت و ۱٬۳۲۶٬۳۳۵ نفر جمعیت دارد.